# Distretto di Dhanusha
Il distretto di Dhanusha (o Dhanusa) è uno dei 77 distretti del Nepal, in seguito alla riforma costituzionale del 2015 fa parte della provincia di Madhesh. 
Il capoluogo è Janakpur.
Geograficamente il distretto appartiene alla zona pianeggiante del Terai.
Il principale gruppo etnico presente nel distretto sono i Yadav.

## Municipalità
Il distretto è suddiviso in diciotto municipalità, dodici urbane e sei rurali.
Urbane
- Janakpur
- Chhireshwarnath
- Ganeshman Charanath
- Dhanusadham
- Nagarain
- Bideha, Dhanusa
- Mithila Municipality
- Sahibnagar, Dhanusa
- Sabaila, Nepal
- Kamala
- Mithila Bihari
- Hansapur, Dhanusa

Rurali
- Janaknandani
- Bateshwar, Dhanusa
- Mukhiyapatti Musharniya
- Lakshminya
- Aurahi, Dhanusa
- Dhanauji